# オーグラビーズ滝
オーグラビーズ滝（Augrabies Falls）は、アフリカ大陸南端部、南アフリカ共和国に存在する滝である。オレンジ川の本流上に位置し、オーグラビーズ滝国立公園に指定されている。オーグラビーズの名は、先住のコイコイ人のことばで「ものすごい騒音のする場所」という意味であるAnkoerebisが、のちのこの地にやってきたボーア人によって転訛したものである。滝は56mの落差を持ち、その峡谷は高さ240m、長さ18㎞にもおよび、花崗岩が浸食された姿を見せている。

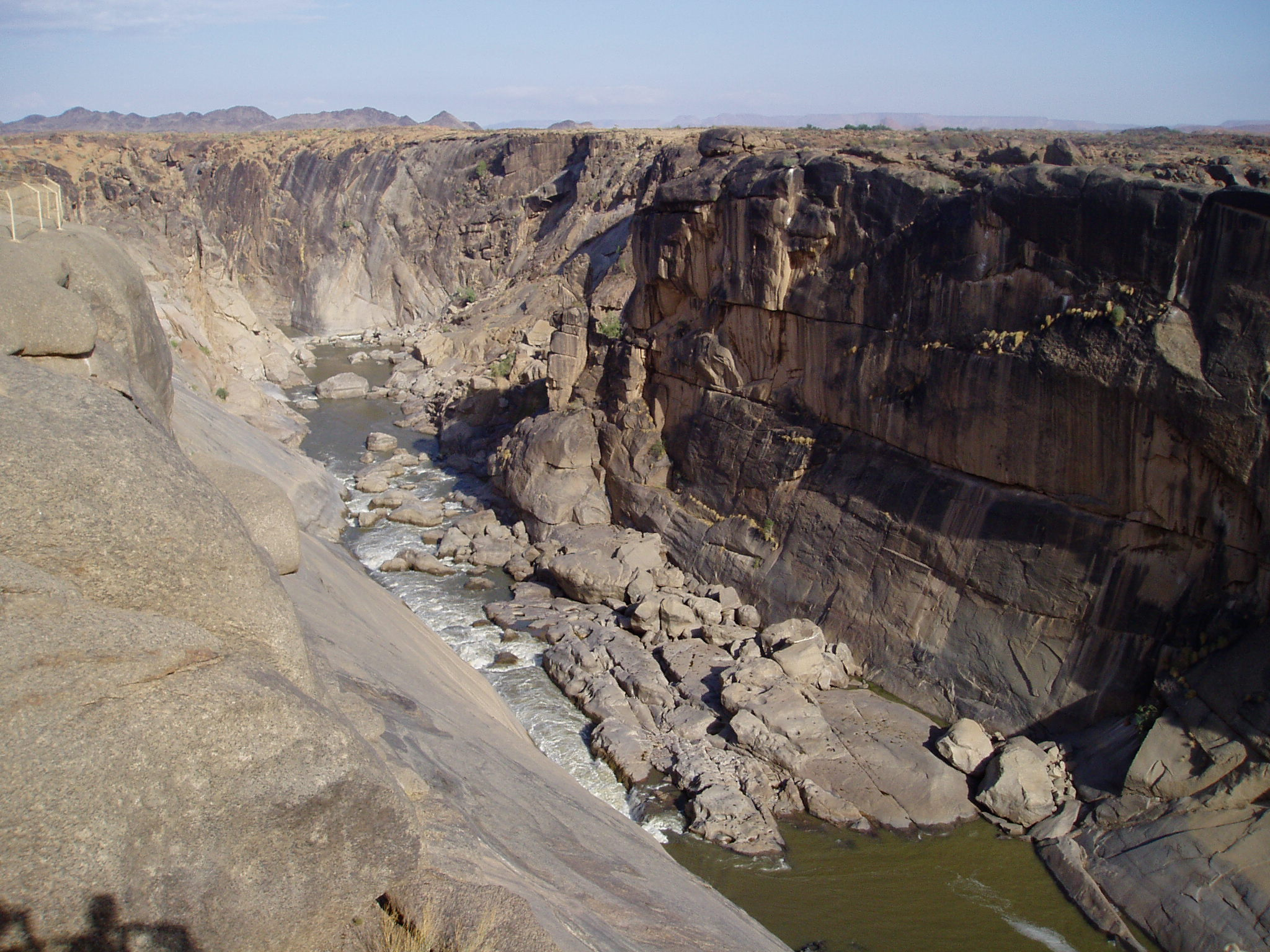
乾季のオーグラビーズ滝。断流している。